# Старі Ґути (Вармінсько-Мазурське воєводство)
Старі Ґути (пол. Stare Guty, нім. Gutten J) — село в Польщі, у гміні Піш Піського повіту Вармінсько-Мазурського воєводства.
Населення — 163 особи (2011).
У 1975-1998 роках село належало до Сувальського воєводства.

## Демографія
Демографічна структура станом на 31 березня 2011 року:
|          | Загалом | Допрацездатний вік | Працездатний вік | Постпрацездатний вік |
| -------- | ------- | ------------------ | ---------------- | -------------------- |
| Чоловіки | 88      | 18                 | 63               | 7                    |
| Жінки    | 75      | 15                 | 48               | 12                   |
| Разом    | 163     | 33                 | 111              | 19                   |